# Корсиканська республіка
Корсиканська республіка (італ. Repubbliсa Corsa) — держава, створена в листопаді 1755 року Паскалем Паолі, який оголосив Корсику суверенною державою, незалежною від Генуезької республіки. Паолі створив Конституцію Корсиканської республіки, яка була першою конституцією, написаною згідно з принципами епохи Просвітництва, включаючи перше в історії надання виборчого права для жінок (Конституція скасована Францією після захоплення острова в 1769 році). Республіка створила уряд, затвердила державний прапор, систему правосуддя і заснувала власну армію.

## Заснування
Влада Генуезької республіки на Корсиці сприймалася місцевим населенням як корумпована, що на початку епохи Просвітництва сприяло зростанню руху за незалежність острова. Генуезька адміністрація, яка перебувала у фортецях, практично не мала реального контролю над територією Корсики, що спонукало корсиканців до пошуку лідера для організації боротьби за незалежність.
З 1729 року повстання корсиканців очолив лікар Джачинто Паолі. У пошуках зовнішньої підтримки повстанці звернулися до німецького авантюриста Теодора фон Нойгофа, який пообіцяв забезпечити необхідну допомогу. У 1736 році Нойгоф був проголошений королем Корсики під іменем Теодор I, однак утримати владу йому не вдалося. У 1739 році повстання було остаточно придушене, а Джачинто Паолі разом зі своїм 14-річним сином Паскалем емігрував до Неаполя.
20 квітня 1755 року Паскаль Паолі, який повернувся на Корсику спочатку як представник батька, був проголошений лідером (генерал-капітаном) Корсики. Після низки успішних дій Паолі вигнав генуезців з острова, за винятком кількох прибережних міст. Після цього він реорганізував уряд і провів реформи. Паолі заснував університет в Корте і створив в 1757 році «Орден Святої Девоти» (на честь покровительки Святої Девоти), який довго не проіснував.
У 1761 році Республіка карбувала свої власні монети в Мурато, на яких була зображена «Голова мавра», традиційний символ Корсики.
Ідеї Паолі про незалежність, демократію і свободу отримали підтримку від таких філософів, як Руссо, Вольтер, Рейналь, Маблі. Публікація в 1766 році «Звіту про Корсику» Джеймса Босвелля зробила Паолі відомим в Європі. Бей Тунісу офіційно визнав Корсиканську республіку.

## Конституція
Корсиканська Конституція, написана Паолі на основі найбільш передових ідей того часу, була прийнята Дієтою (парламентом) 18 листопада 1755 року і діяла до французької анексії острова 1769 року. Вона була написана не на місцевому діалекті «корсо», а літературною італійською мовою, якою корсиканська інтелігенція писала до кінця XIX століття. Конституція була написана самим Паолі, натхненним працями Жана-Жака Руссо. Це була перша європейська конституція сучасного типу, хоча принцип поділу влади не було проведено в ній так строго, як в наступних конституціях, що ґрунтуються на теорії Монтеск'є.
Національний парламент, або Генеральна Дета, складався з делегатів, що обираються від кожного району строком на три роки. Виборче право було поширене на всіх чоловіків, які досягли 25-річного віку. Традиційно жінки завжди голосували на сільських виборах подеста (сільських старост) та інших місцевих чиновників, і повідомлялося, що вони також голосували на національних виборах в органи влади республіки. Згідно з Конституцією, Генеральна Дієта скликалася раз на рік главою виконавчої влади — Генералом; їй були підсудні всі посадові особи.
Крім того, за Конституцією створювалася Державна рада, яка складалася з голови — Генерала, що є також главою виконавчої влади, 36 «президентів» — радників першого класу і 108 радників другого класу. Вони обиралися довічно, пропорційно від різних провінцій острова. Рада ділилася на три палати (юстиції, військову і фінансів), які відігравали роль міністерств, або точніше міністерських колегій, по 12 президентів і 36 радників. З метою економії коштів, спільне засідання Ради відбувалося тричі на рік. Решту часу року Рада представляла щось на зразок виконавчого комітету з Генералом, трьома щомісяця змінюваними президентами (від трьох відповідних палат) та їх змінюваними кожні 10 днів помічниками, а також державними секретарями. Державна рада була також вищою судовою інстанцією.
Конституція містила також розділ з основами кримінального законодавства, причому вона встановлювала смертну кару через розстріл з конфіскацією майна і навіть зруйнування будинку для осіб, винних в умисному вбивстві або замаху на таке (що було заходом боротьби зі звичаєм кровної помсти і взагалі розгулом насильницьких злочинів) .

## Французьке вторгнення

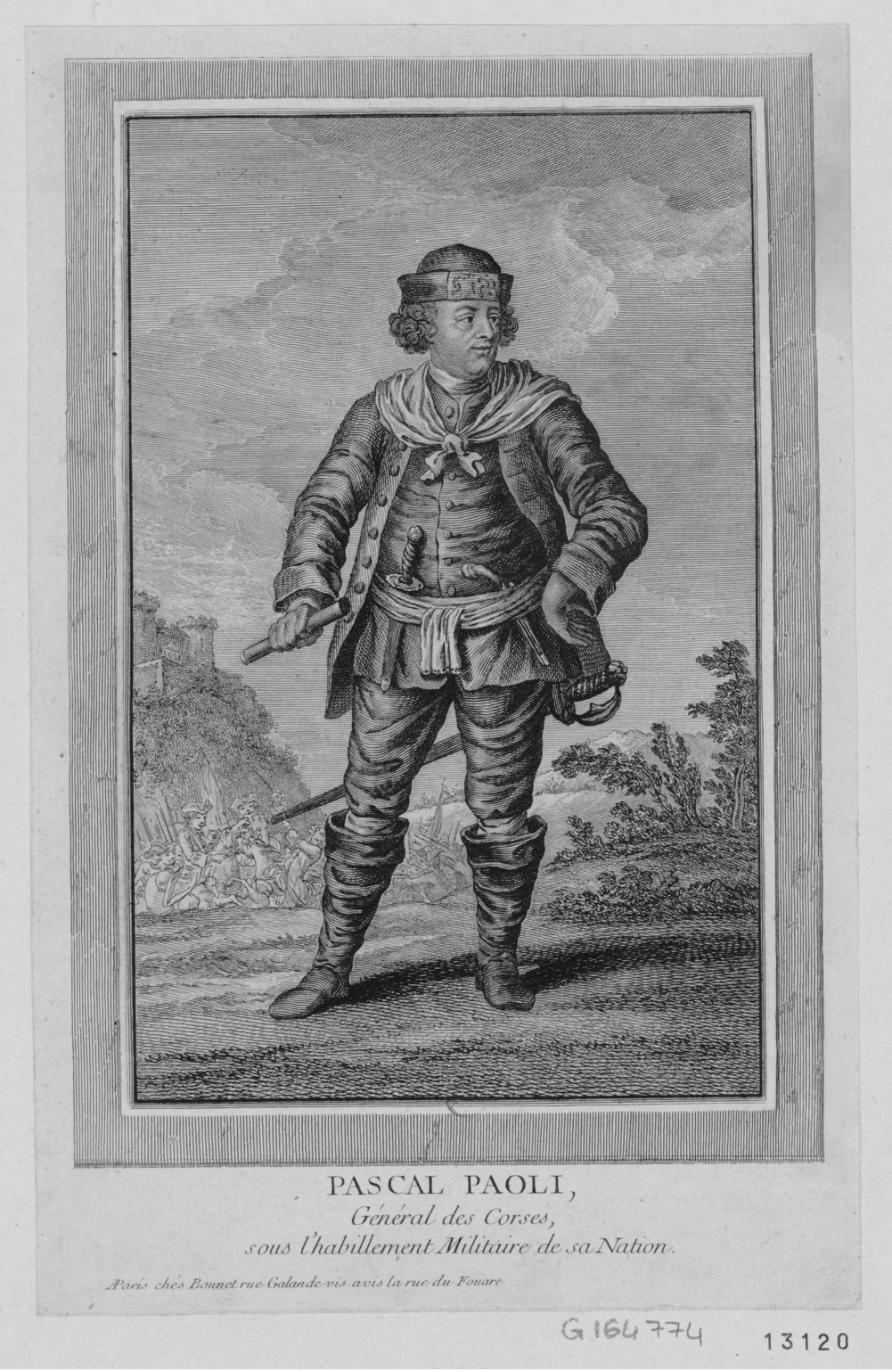
«Паскаль Паолі, корсиканський генерал, у військовому одязі своєї нації». Французька гравюра 1760-х рр.

У 1763 році Корсиканська республіка захопила острів Капрая у генуезців, але згодом зневірившись повернути Корсику, продали свої суверенні права на неї Французькому королівству. Згідно з Версальським договором 1768 року на Корсиці висадилися французькі війська під командуванням графа де Марбо. У жовтні 1768 року Паолі осадив загін із 700 французів під командуванням де Лудрі в Борго. На допомогу обложеним з Бастії виступив 3-тисячний загін Де Марбо і Шавеліна. Паолі надихав своїх солдатів словами: «Патріоти! Згадайте Корсиканську вечірню, коли на цьому самому місці ви знищили французів. Честь вітчизни і громадська свобода сьогодні потребують всієї вашої доблесті. Європа дивиться на вас!». Після 10-годинного бою, в якому наступ французів успішно стримував Клеман Паолі (брат Паскаля), Де Марбо і Шавелін були змушені відступити, а де Лудрі капітулював 9 жовтня. Французи втратили 600 убитими 1000 пораненими, 600 полоненими; були взяті 10 одиниць артилерії і 1700 рушниць. Ця перемога справила сильне враження в Європі; Людовик XV настільки впав духом, що в перший момент був готовий вже відмовитися від подальших спроб завоювати Корсику, і тільки вмовляння герцога Шуазеля змусили його продовжити війну.
На Корсику були спрямовані підкріплення, війська очолив граф де Во. Також було зроблено декілька спроб організувати замахи на Паолі та підкупити його помічників. Навесні французькі сили, які досягли 22 тисяч чоловік, під командуванням графа Во висадилися в Бастії і рушили звідти на столицю республіки Корте. Паолі спробував перегородити їм дорогу біля мосту Понто Ново. 9 травня 1769 року французи завдали корсиканським військам, якими командували особисто Паолі, вирішальної поразки в битві біля Понте-Ново. Результат битви вирішив ту обставину, що пруські найманці Паолі (раніше служили Генуї) відкрили вогонь по корсиканцях, які йшли мостом з протилежного боку, нібито прийнявши їх за втікачів; припускають, що це було результатом зради. Поразка мала катастрофічні наслідки для корсиканців. Після декількох ар'єргардних боїв, Паолі із 300 чоловіками, 13 червня покинув Корсику і відплив в Ліворно, а звідти до Великої Британії. Його каптан у декількох місцях був прострелений кулями.

## Наслідки
Захоплення острова французами було негативно сприйнято у Великій Британії, яка була головним союзником і спонсором Корсики. Те, що Корсика була «загублена», було сприйнято як провал міністерства Графтона, оскільки вона розцінювалася як життєво важлива територія для підтримки інтересів Великої Британії в західній частині Середземномор'я. Корсиканська криза серйозно послабила міністерство Графтона, сприяючи його остаточному падінню.
Чимало засланих корсіканців боролося на боці британців під час Війни за незалежність США і під час Великої облоги Гібралтару в 1782 році.
Прагнення корсиканців до незалежності, разом із багатьма демократичними принципами Корсиканської республіки, привело до відновлення Паолі незалежності країни як Англо-Корсиканського королівства в 1794—1796 роках. Цього разу військово-морські сили британців та їх наземні війська були розгорнуті на острові для захисту, проте їх зусилля зазнали невдачі і французьке правління було відновлено.
До цього дня деякі корсиканські сепаратисти, такі як Армета Корса (тепер реформована), виступають за відновлення республіки острова.